# Distretto di Shakotan
Il distretto di Shakotan (積丹郡?) è uno dei distretti della Sottoprefettura di Shiribeshi, Hokkaidō, in Giappone.
Attualmente comprende il solo comune di Shakotan.